# SGR International
SGR INTERNATIONAL LTD. (SGRI) je britská holdingová společnost ovládaná Libuší Sekyrovou. Od založení v roce 2005 až do května 2007 působila pod názvem SEKYRA GROUP INTERNATIONAL LTD. Je vlastníkem Hotelu Savoy ve Špindlerově Mlýně a kancelářské budovy v Praze - Opatově.

## Historie
V září 2005 založila SGRI české společnosti SG Hotel Savoy a SG Fair street.
Na konci roku 2005 byla jediným vlastníkem SGRI česká společnost Sekyra Group, a.s. ovládaná developerem Luďkem Sekyrou. Od 21. listopadu 2006 byla ovládána kyperskou společností BERTHIER & CIE LIMITED.

## Hotel Savoy
Společnost SG Hotel Savoy koupila v roce 2005 od podnikatele Jana Moťovského secesní hotel Savoy ve Špindlerově Mlýně. V roce 2006 proběhla demolice hotelu, na pozemku byl následně postaven nový hotel stejného jména a k němu přiléhající bytový dům s apartmány. V průběhu výstavby přešlo obchodní jmění společnosti, jehož hodnota byla upravena na základě znaleckého posudku, na nově založenou společnost SG Mountain Resort. Mezi majiteli apartmánů lze nalézt rodiny pražských politiků, lobbistů a manažerů státních firem.
30. prosince 2008 SG Mountain Resort hotel pronajala společnosti Bohemia Club řízené slovenským politikem Tiborem Michálkem (HZDS). V dubnu 2012 přesáhly pohledávky po splatnosti za společností Bohemia Club deset milionů korun, což vedlo k ukončení nájmu k 10. květnu 2012 a následnému podání insolvenčního návrhu. Za rok 2015 vykázala SG Mountain Resort ztrátu 10 milionů korun, závazky společnosti byly o 74 % vyšší než účetní hodnota aktiv. V roce 2017 byla prodána společnosti White Surrey registrované na Britských Panenských ostrovech.

## Opatov Park
V roce 2006 koupila SGRI od LUSE Group akciovou společnost epstein & partner CHODOV, vlastníka pozemků u stanice metra Opatov. Na jedné z parcel byla vybudována kancelářská budova, která sloužila jako centrála společnosti Skanska. V roce 2009 byla tato budova vyčleněna do nově založené akciové společnosti Opatov Park, kterou rovněž vlastní SGRI. Společnost Opatov Park vykázala za rok 2023 ztrátu 28 milionů korun při tržbách 71 milionů korun, vlastní kapitál poklesl na -80 milionů korun. Úvěr od Komerční banky byl splatný v únoru 2024.

## Parkhotel Praha
V roce 2006 koupila SG Fair street od britské Orlynx Investment (později přejmenována na VESIM CAPITAL LTD.)  společnost PARKHOTEL Praha, transakce byla financována úvěrem od České spořitelny ve výši 535 milionů korun. Následně proběhla fúze obou společností, při které byla hodnota dlouhodobých aktiv, především nemovitého majetku, na základě znaleckého posudku navýšena o 511 milionů korun. V lednu 2007 byl poskytnutý úvěr přefinancován dlouhodobým úvěrem ve výši 450 milionů korun splatným v březnu 2027. Za rok 2010 vykázala společnost PARKHOTEL Praha ztrátu 28 milionů korun při tržbách 69 milionů korun, vlastní kapitál poklesl na 55 milionů korun. V médiích byl hotel zmiňován jako možné nové sídlo radnice Městské části Praha 7, v roce 2011 však byl z tendru vyřazen. Za rok 2011 vykázal Parkhotel Praha ztrátu 17 milionů korun, o rok později ztrátu 21 milionů korun. K 31. prosinci 2012 měla společnost krátkodobé závazky z obchodních vztahů ve výši 18 milionů korun, všechny po splatnosti.. Roku 2016 koupila Parkhotel společnost Mama Shelter, provozující řetězec hotelů v Evropě a Americe, ve které má podíl společnost Accor Hotels, a přejmenovala ho na Mama Shelter.

## Wanici
SGRI dále ovládala kyperskou společnost Wanici, která připravuje výstavbu budov v Praze na Vítězném náměstí u stanice metra Dejvická.